# Latoue
Latoue település Franciaországban, Haute-Garonne megyében. Lakosainak száma 306 fő (2022. január 1.). Latoue Aulon, Castillon-de-Saint-Martory, Larcan, Lieoux, Saint-Marcet, Saux-et-Pomarède és Sepx községekkel határos.

## Népesség
A település népességének változása:
| Lakosok száma | 379  | 323  | 294  | 291  | 327  | 324  | 323  | 317  | 313  | 306  |
|               | 1968 | 1982 | 1990 | 2006 | 2013 | 2015 | 2017 | 2019 | 2020 | 2022 |